# 下黒瀬郵便局
下黒瀬郵便局（しもくろせゆうびんきょく）は、広島県東広島市にある郵便局。民営化前の分類では集配特定郵便局であった（現在は集配機能を廃止）。

## 概要
住所：〒739-2731 広島県東広島市黒瀬町兼沢1102

## 沿革
- 1874年（明治7年）11月16日 - 兼沢（かねざわ）郵便取扱所として開設[1]。
- 1875年（明治8年）1月1日 - 兼沢郵便局（五等）となる。
- 1885年（明治18年）11月1日 - 貯金取扱を開始。
- 1896年（明治29年）7月1日 - 為替取扱を開始。
- 1912年（大正元年）8月1日 - 下黒瀬郵便局に改称。
- 1967年（昭和42年）9月24日 - 和文電報配達業務を黒瀬郵便局に移管[2]。
- 2007年（平成19年）3月5日 - ゆうゆう窓口を廃止。郵便番号を724-07xxから739-27xxへ変更。
- 2007年（平成19年）10月1日 - 民営化に伴い、併設された郵便事業安芸西条支店下黒瀬集配センターに一部業務を移管。
- 2012年（平成24年）10月1日 - 日本郵便株式会社発足に伴い、郵便事業安芸西条支店下黒瀬集配センターを下黒瀬郵便局に統合。
- 2021年（令和3年）2月22日 - 集配業務を黒瀬郵便局に移管。

## 取扱内容
- 郵便、印紙、ゆうパック、内容証明
- 貯金、為替、振替、振込、国際送金、国債
- 生命保険、バイク自賠責保険
- ゆうちょ銀行ATM

## 周辺
- 国道375号

## アクセス
- 広電バス 下黒瀬停留所下車
- 駐車場あり：2台